# Districtul Phaya Mengrai
Phaya Mengrai (în thailandeză พญาเม็งราย) este un district (Amphoe) din provincia Chiang Rai, Thailanda, cu o populație de 41.972 de locuitori și o suprafață de 620,0 km².

## Componență
Districtul este subdivizat în 5 subdistricte (tambon), care sunt subdivizate în 69 de sate (muban).
| Nr. | Nume      | În thailandeză | Sate | Locuitori |  |
| --- | --------- | -------------- | ---- | --------- |  |
| 1.  | Mae Pao   | แม่เปา          | 19   | 11,302    |  |
| 2.  | Mae Tam   | แม่ต๋ำ           | 11   | 5,026     |  |
| 3.  | Mai Ya    | ไม้ยา           | 17   | 11,069    |  |
| 4.  | Mengrai   | เม็งราย         | 14   | 9,899     |  |
| 5.  | Tat Khwan | ตาดควัน         | 8    | 4,676     |  |